# Тимчишина Ганна Петрівна
Ганна Петрівна Тимчишина (1926, село Опришівці?, тепер у складі міста Івано-Франківська Івано-Франківської області — ?) — українська радянська діячка, новатор сільськогосподарського виробництва, ланкова колгоспу імені Молотова села Опришівці Лисецького району Станіславської (Івано-Франківської) області. Депутат Верховної Ради УРСР 3-го скликання.

## Життєпис
Народилася у бідній селянській родині. Працювала у сільському господарстві. У 1947 році вступила до комсомолу.
З осені 1947 року — колгоспниця, а з 1949 року — ланкова колгоспу імені Молотова села Опришівці Лисецького району Станіславської (Івано-Франківської) області. Вирощувала високі врожаї цукрових буряків. У 1950 році одержала по 417 центнерів буряків із гектара на площі 3,5 га.
Обиралася членом Лисецького районного і Станіславського обласного комітетів ЛКСМУ.